# En helt ny jul
En helt ny jul er Amy Diamonds fjerde album. Det udkom 19. november 2008, udsendt af Bonnier Amigo Music Group. Albummet er samtidig Amy Diamonds første CD på svensk.

## Sangliste
1. "Nu tändas tusen juleljus" (Instrumental-intro)
2. "När vi närmar oss jul"
3. "En helt ny jul"
4. "Hej mitt vinterland"
5. "Mer jul"
6. "När julen rullar över världen"
7. "Jul jul strålande jul"
8. "Tänd ett ljus"
9. "Kom håll min hand"
10. "Viskar en bön"
11. "Betlehems stjärna"
12. "Julen är här"
13. "Nu tändas tusen juleljus" (Instrumental-outro)